# Sedgwick (Kolorado)
Sedgwick – miasto w Stanach Zjednoczonych, w stanie Kolorado, w hrabstwie Sedgwick.